# Золотинка (річка)
Золотинка — річка в Україні, у Чернігівському районі Чернігівської області. Ліва притока Десни (басейн Дніпра).

## Опис
Довжина річки 13 км, похил річки — 0,23 м/км. Площа басейну 31,8 км².

## Розташування
Бере початок на заході від Іванівки. Тече переважно на південний захід через Золотинку і впадає в річку Десну, ліву притоку Дніпра.